# Krasnoie Sormovo
Krasnoie Sormovo este o întreprindere de construcții navale din raionul Sormovski din Nijni Novgorod, una dintre cele mai vechi întreprinderi din industrie. A fost fondată în 1849, lângă fluviul Volga, pentru a executa unele comenzi guvernamentale importante și diversificate. La 18 iunie 1918, a fost naționalizată de sovietici. I-a fost dat numele „Krasnoie Sormovo” la 17 noiembrie 1922 prin ordinul prezidiului Comitetului executiv provincial din Nijni Novgorod. Din 1994 este o societate pe acțiuni.

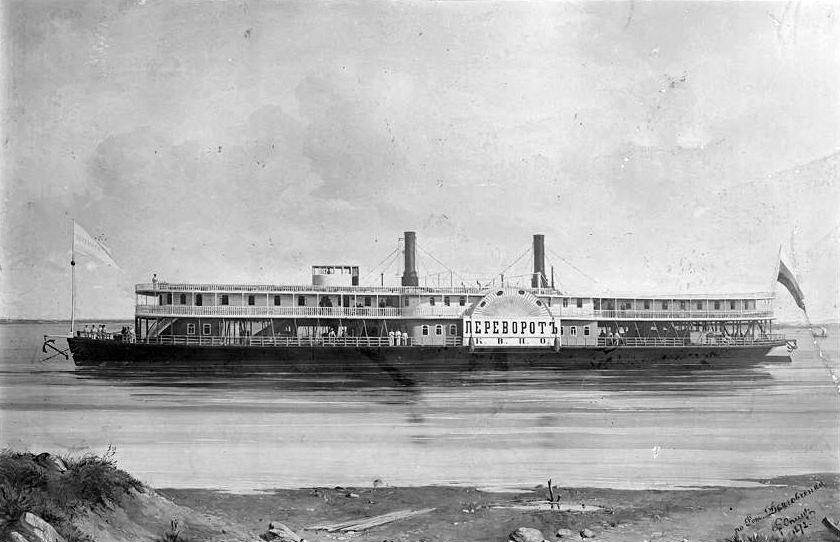
Nava cu aburi Perevorot construită de uzinele Krasnoie Sormovo

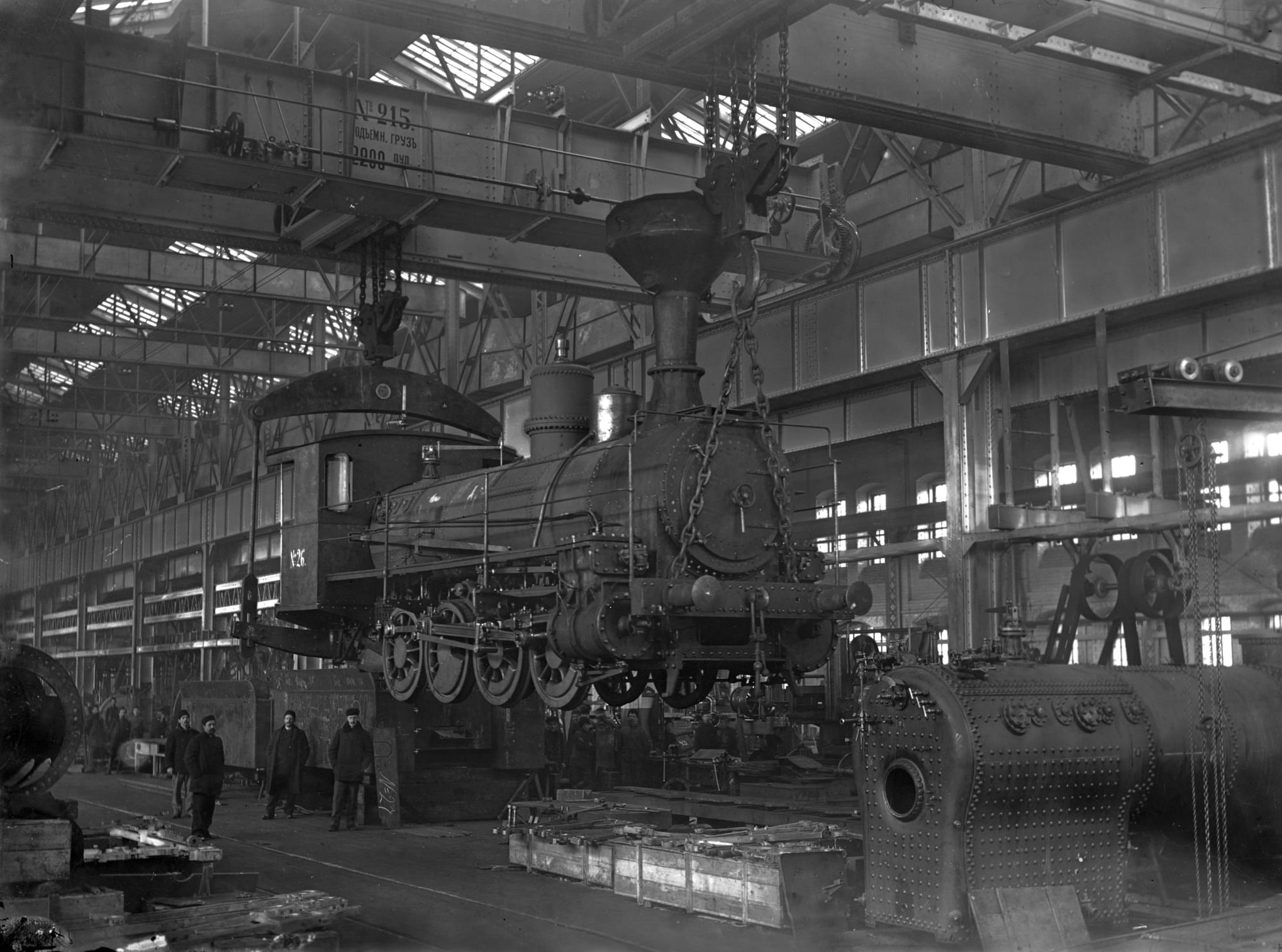
Locomotiva cu aburi din seria Od construită de uzinele Krasnoie Sormovo

Aici s-au construit nave cu aburi, remorchere, submarine (nucleare), locomotive cu aburi, petroliere, echipamente pentru instalații de foraj, pontoane, mașini agricole etc.